# Богрунова, Ольга Сергеевна
Ольга Сергеевна Богрунова (4 октября 1982; Новосибирск, РСФСР, СССР) — российская спортсменка, бодибилдер, тренер. Президент Федерации бодибилдинга Рязанской области. Абсолютная чемпионка Москвы, абсолютная чемпионка России, абсолютная чемпионка Европы в категории physique. Мастер спорта России по бодибилдингу.

## Биография
Родилась 4 октября 1982 года в Новосибирске. Позже переехала в Москву, где осталась жить и работать. Первое время участвовала на чемпионатах.
Богрунова с детства интересавалась спортом, увлекалась и занималась гимнастикой, плаванием. В 1997 году в возрасте 14 лет познакомилась с бодибилдингом. Начала профессиональную карьеру с 2008 года, участвовала в различных соревнованиях, занимала неоднократно призовые места и становилась чемпионкой по бодибилдингу в разные годы. Окончила учёбу в НГТУ по специальности «Социальная психология», а также в НГПУ по специальности «Тренер-преподаватель физической культуры». Последнее время является тренером, забросив бодибилдинг.
В ночь на 29 февраля 2024 года будучи в нетрезвом состоянии, закурила сигарету, после чего женщина получила множественные ожоги нескольких частей тела, сообщает ряд СМИ. Также сообщается, что спортсменка находится в ожоговой реанимации НИИ Склифосовского в тяжёлом состоянии, в Москве.

## Звания и награды

### Звания
- Мастер спорта России по бодибилдингу.

### Достижения
- 2010 — Кубок России (ФБФР)[7].
- 2012 — Открытый Чемпионат России. Абсолютная чемпионка[8].
- 2013 — Открытый Чемпионат России. Абсолютная чемпионка[9].
- 2013 — Открытый Чемпионат России (ФБФР). Абсолютная чемпионка[10].
- 2014 — Чемпионат Европы по фитнесу и бодифитнесу (IFBB)[11].
- 2015 — Открытый Кубок России (ФБФР). Абсолютная чемпионка[12].
- 2016 — Открытый Кубок России (ФБФР). Абсолютная чемпионка[13].
- 2016 — Чемпионат Европы по фитнесу и бодифитнесу (IFBB)[14].
- 2017 — Чемпионат Мира среди женщин и по фитнесу среди мужчин (IFBB)[15].